# Linia kolejowa Wismar – Rostock
Linia kolejowa Wismar – Rostock – jednotorowa, niezelektryfikowana linia kolejowa o długości 56,6 km położona w kraju związkowym Meklemburgia-Pomorze Przednie. Łączy dawne miasta hanzeatyckie Wismar oraz Rostock.

## Historia
Już w latach 30. XIX wieku miasto Wismar starało się o możliwie najszybsze włączenie do powstającej niemieckiej sieci kolejowej. W 1848 roku wraz z ukończeniem linii do Schwerinu do miasta dotarła kolej. 19 lipca 1883 roku miasta Rostock oraz Wismar wraz z przedsiębiorstwem kolejowym Lenz & Co GmbH ze Szczecina założyły Wismar-Rostocker Eisenbahn-Gesellschaft. Kapitał zakładowy spółki wynosił 2,07 miliona marek. 27 lipca 1883 roku został oddany do użytku odcinek Rostock – Bad Doberan, a 22 grudnia tego samego roku ukończono resztę trasy z Bad Doberan do Wismaru. Na początku swojej działalności spółka posiadała cztery lokomotywy, siedem wagonów pasażerskich oraz dwadzieścia pięć wagonów towarowych. Zysk operacyjny wyniósł w 1888 roku około 41% przychodów spółki. W 1890 roku Wielkie Księstwo Meklemburgii-Schwerin znacjonalizowało linię i włączyło w struktury Großherzoglich Mecklenburgische Friedrich-Franz-Eisenbahn.
W 1920 roku działalność na linii została przejęta przez nowo powstałą Deutsche Reichsbahn. Od tego czasu po linii kursowało około 8-9 par pociągów regionalnych. Na początku lat 90. XX wieku planowano elektryfikację odcinka Rostock – Bad Doberan, jednak zmiany ustrojowe oraz malejące znaczenie ruchu sezonowego do Bad Doberan sprawiły, że projekt nie został zrealizowany. W listopadzie 2000 roku ukończono modernizację trasy, na której podniesiona została prędkość maksymalna dla pociągów pasażerskich do 80 km/h. Został wybudowany również nowy przystanek kolejowy Rostock Thierfelder Straße. Wraz z końcem modernizacji utworzono nowe połączenie Wismar – Rostock – Tessin obsługiwane przez składy Siemens Desiro Classic w takcie godzinnym.